# Joseph Marmon
Joseph Marmon (* 5. Februar 1858 in Haigerloch; † 13. Januar 1934 ebenda) war ein deutscher katholischer Geistlicher.
Joseph Marmon, der sich zur Unterscheidung von seinem bekannteren Onkel, dem Freiburger Domkapitular Josef Marmon (1820–1885), mit „ph“ schrieb, war der Sohn des Schneidermeisters Johann Paul Marmon. Nach dem Studium der Theologie in  Freiburg und der Priesterweihe 1882 war er zunächst als Vikar in Lichtental und Meersburg tätig, ab 1887 als Kaplanverweser in Pfullendorf. 1893 wurde er Rektor des Fidelishauses in Sigmaringen, 1907 Pfarrer in Sigmaringendorf, 1909 Dekan in Sigmaringen und 1916 Stadtpfarrer von St. Johann in Sigmaringen. 1923 erhielt er den Titel Geistlicher Rat, 1928 trat er in den Ruhestand, den er in seiner Geburtsstadt Haigerloch verbrachte, wo er auch Ehrenbürger war.